# مل سوختة
مل سوختة (بالفارسية: مل‌سوخته) هي قرية تقع في قسم بردخون الريفي (مقاطعة دير) في إيران. يقدر عدد سكانها بـ 30 نسمة بحسب إحصاء 2016.